# Tadas Labukas
Tadas Labukas est un footballeur lituanien, né le 10 janvier 1984 à Alytus. Il évolue comme attaquant.

## Palmarès
- FK Atlantas
  - Vainqueur de la Coupe de Lituanie en 2006.